# 김승희 (공무원)
김승희(金承熙, 1969년 3월 12일 ~ )은 대한민국의 기상연구사이며, 현재 제14대 기상청 장이다.

## 학력
- 1987년 2월: 대전대성고등학교
- 1991년 2월: 서울대학교 정치학과
- 2000년 8월: 서울대학교 행정대학원(정책학석사)

## 경력
- 제36회 행정고시 합격
- 2006년 11월: 환경부 지구환경담당관
- 환경부 자연자원과장
- 환경부 장관비서관
- ~2016년 6월: 환경부 정책총괄과장
- 2016년 6월~2017년 2월: 국립환경인력개발원 원장
- 2017년 2월~2019년 2월: 유엔개발계획(UNDP) 아시아태평양사무소 환경자문관
- 2019년 2월~2019년 8월: 금강유역환경청 청장
- 2019년 8월~2020년 11월: 대통령비서실 기후환경비서관실 선임행정관
- 2020년 11월~2022년 1월: 환경부 대기환경정책관
- 2022년 1월~2023년 1월: 영산강유역환경청 청장
- 2023년 1월~2023년 8월: 환경부 자원순환국장
- 2023년 8월~2023년 10월: 한강유역환경청 청장
- 2023년 10월~2024년 11월: 국민의힘 환경노동위원회 수석전문위원
- 2024년 11월~: 제13대 기상청 차장